# RE 27–32
Die Lokomotiven RE 27–32 gehören zu einer Reihe von Tenderlokomotiven der Achsfolge 1’C1’, die von Orenstein & Koppel für die Ruppiner Eisenbahn gebaut wurden. Zwischen 1925 und 1927 wurden fünf Lokomotiven in Dienst gestellt, 1936 folgte noch eine etwas schwerere Version nach den gleichen Konstruktionsprinzipien. Fünf Lokomotiven gelangten nach dem Zweiten Weltkrieg zur Deutschen Reichsbahn und wurden als 75 6276–6279 sowie 6476 bezeichnet, wobei die letztere die verstärkte Version war. Die Loks waren bis 1971 im Einsatz und wurden dann ausgemustert sowie verschrottet.

## Geschichte
Die Lokomotiven entstanden auf der Basis einer bereits 1915 vom Hersteller an die Samlandbahn gelieferten Tenderlokomotive, sie besaßen den gleich großen Kessel wie die Badische VI b sowie einen Rahmenwasserkasten, sodass sie gegenüber der Badischen VI b bei gleicher Leistung eine geringere Dienstmasse besaßen.
Die 1936 gelieferte verstärkte Lokomotive unterschied sich äußerlich von den anderen fünf Loks durch einen Vorwärmer links vom Schornstein. Alle Lokomotiven wurden als RE 27–32 bezeichnet. Von den Lokomotiven überstanden fünf den Zweiten Weltkrieg, die ehemalige RE 30 wurde 1945 ausgemustert. Die anderen wurden 1950 von der Deutschen Reichsbahn übernommen und gelangten über Neuruppin nach Ketzin, wo sie von 1957 bis 1965 blieben.
Zwischen 1953 und 1964 halfen die 75 6276, 6278 und 6476 in Dessau aus, wo sie auf der Bahnstrecke Dessau–Gohrau-Rehsen fuhren. Die 75 6276 verblieb dort elf Jahre.
Ihre letzten Einsatzorte waren Ketzin und Brandenburg. Die 75 6277 und die 75 6476 schieden 1968 aus, die restlichen wurden 1970 mit EDV-Nummer (75 6276-2, 75 6278-8 und 75 6279-6) ausgestattet, bis sie 1971 ausgemustert und verschrottet wurden.

## Technische Merkmale
Alle Lokomotiven hatten einen Blechrahmen mit teilweise integrierten Wasserkasten und ein Laufwerk, bei dem die mittlere Kuppelachse als Treibachse verwendet wurde sowie die Laufachsen als Bisselgestell ausgebildet waren. Dadurch hatten die Lokomotiven von allen Länderbahnlokomotiven der Achsfolge 1’C1’ die geringste Achslast. Der Luftbehälter war unter der Pufferbohle untergebracht. Die Lokomotiven verfügen über Kolbenschieber und eine außenliegende Heusinger-Steuerung. Bei der Deutschen Reichsbahn wurde nachträglich der Kohlebehälter der Lok durch einen Aufsatz vergrößert.
Die Lokomotive 75 6476 hatte einen Vorwärmer links neben dem Schornstein. Die Lok besaß außerdem gegenüber den ersten fünf gelieferten Loks einen verstärkten Überhitzer, einen höheren Kesseldruck und einen größeren Wasservorrat, was sich bei Dienstmasse und Achslast bemerkbar machte.